# Élections sénatoriales de 2004 dans la Seine-Saint-Denis
Les élections sénatoriales dans la Seine-Saint-Denis ont lieu le dimanche 26 septembre 2004. Elles ont pour but d'élire les sénateurs représentant le département au Sénat pour un mandat de sept années.

## Contexte départemental
Lors des élections sénatoriales du 24 septembre 1995 en Seine-Saint-Denis, six sénateurs ont été élus selon un mode de scrutin proportionnel : deux RPR, deux PCF et deux PS.
Depuis, tous les effectifs du collège électoral des grands électeurs ont été renouvelés, avec les élections législatives françaises de 2002, les élections régionales françaises de 2004, les élections cantonales de 2001 et 2004 et les élections municipales françaises de 2001.

## Sénateurs sortants
| Sénateur | Sénateur               | Parti | Fonctions lors de l'élection en 1995                   |
| -------- | ---------------------- | ----- | ------------------------------------------------------ |
|          | Jack Ralite            | PCF   | Maire d'Aubervilliers, ancien ministre                 |
|          | Danielle Bidard-Reydet | PCF   | Sénatrice sortante, adjointe au maire de Pantin        |
|          | Jacques Mahéas         | PS    | Maire de Neuilly-sur-Marne                             |
|          | Marcel Debarge         | PS    | Ancien sénateur, ancien ministre                       |
|          | Ernest Cartigny        | UDF   | Sénateur sortant                                       |
|          | Christian Demuynck     | UMP   | Député, conseiller général, maire de Neuilly-Plaisance |

## Présentation des listes et des candidats
Les nouveaux représentants sont élus pour une législature de 7 ans au suffrage universel indirect par les 1970 grands électeurs du département. En Seine-Saint-Denis, les sénateurs sont élus au scrutin proportionnel plurinominal. Leur nombre reste inchangé, 6 sénateurs sont à élire et 8 candidats doivent être présentés sur la liste pour qu'elle soit validée. Chaque liste de candidats est obligatoirement paritaire et alterne entre les hommes et les femmes. 9 listes ont été déposées dans le département. Elles sont présentées ici dans l'ordre de leur dépôt à la préfecture et comportent l'intitulé figurant aux dossiers de candidature.

### Divers gauche
| N° | Candidats | Candidats          | Parti | Principale fonction |
| -- | --------- | ------------------ | ----- | ------------------- |
| 01 |           | Alain Périès       | DVG   |                     |
| 02 |           | Françoise Robineau | DVG   |                     |
| 03 |           |                    | DVG   |                     |
| 04 |           |                    | DVG   |                     |
| 05 |           |                    | DVG   |                     |
| 06 |           |                    | DVG   |                     |
| 07 |           |                    | DVG   |                     |
| 08 |           |                    | DVG   |                     |

### Parti communiste français
| N° | Candidats | Candidats           | Parti | Principale fonction              |
| -- | --------- | ------------------- | ----- | -------------------------------- |
| 01 |           | Jack Ralite         | PCF   | Sénateur sortant                 |
| 02 |           | Éliane Assassi      | PCF   | Conseillère municipale de Drancy |
| 03 |           | Pierre Cours-Salies | PCF   |                                  |
| 04 |           | Dominique Gamard    | PCF   |                                  |
| 05 |           | Jean-Marc Daussin   | PCF   |                                  |
| 06 |           | Danielle Baillia    | PCF   |                                  |
| 07 |           | Gilles Poux         | PCF   | Maire de La Courneuve            |
| 08 |           | Dominique Neels     | PCF   |                                  |

### Front national
| N° | Candidats | Candidats             | Parti | Principale fonction |
| -- | --------- | --------------------- | ----- | ------------------- |
| 01 |           | Jean-Michel Girard    | FN    |                     |
| 02 |           | Marie-Estelle Préjean | FN    |                     |
| 03 |           | Errol Leighton        | FN    |                     |
| 04 |           | Josiane Lisch         | FN    |                     |
| 05 |           | Alain Guyomard        | FN    |                     |
| 06 |           | Marie-Hélène Le Gal   | FN    |                     |
| 07 |           | Patrick Rivallain     | FN    |                     |
| 08 |           | Jacqueline Laisney    | FN    |                     |

### Parti socialiste
| N° | Candidats | Candidats          | Parti | Principale fonction                               |
| -- | --------- | ------------------ | ----- | ------------------------------------------------- |
| 01 |           | Jacques Mahéas     | PS    | Sénateur sortant, maire de Neuilly-sur-Marne      |
| 02 |           | Dominique Voynet   | Verts | Conseillère municipale de Dole, ancienne ministre |
| 03 |           | Claude Dilain      | PS    | Maire de Clichy-sous-Bois                         |
| 04 |           | Dominique Andreani | PS    |                                                   |
| 05 |           | Marc Fouchy        | PS    |                                                   |
| 06 |           | Anne Rubinstein    | PS    |                                                   |
| 07 |           | Yannick Trigance   | PS    | Conseiller municipal d'Épinay-sur-Seine           |
| 08 |           | Nathalie Berlu     | PS    |                                                   |

### Mouvement national républicain
| N° | Candidats | Candidats          | Parti | Principale fonction |
| -- | --------- | ------------------ | ----- | ------------------- |
| 01 |           | Michel Paulin      | MNR   |                     |
| 02 |           | Patricia Vayssière | MNR   |                     |
| 03 |           | Alain Lebegue      | MNR   |                     |
| 04 |           | Michelle Coste     | MNR   |                     |
| 05 |           | Gilles Mettelet    | MNR   |                     |
| 06 |           | France Barbet      | MNR   |                     |
| 07 |           | Marcel Forestier   | MNR   |                     |
| 08 |           | Simone Regent      | MNR   |                     |

### Divers droite
| N° | Candidats | Candidats         | Parti | Principale fonction                |
| -- | --------- | ----------------- | ----- | ---------------------------------- |
| 01 |           | Philippe Dallier  | UMP   | Maire de Pavillons-sous-Bois       |
| 02 |           | Michelle Dagniaux | DVD   |                                    |
| 03 |           | William Delannoy  | UMP   | Conseiller municipal de Saint-Ouen |
| 04 |           | Yvonne Boidevert  | DVD   |                                    |
| 05 |           | Didier Vasseur    | DVD   |                                    |
| 06 |           | Armelle Delmas    | DVD   |                                    |
| 07 |           | Tony Rahme        | DVD   |                                    |
| 08 |           | Sonotra Dienckens | DVD   |                                    |

### Union pour un mouvement populaire
| N° | Candidats | Candidats              | Parti | Principale fonction |
| -- | --------- | ---------------------- | ----- | ------------------- |
| 01 |           | Christian Demuynck     | UMP   | Sénateur sortant    |
| 02 |           | Isabelle Deleu         | UMP   |                     |
| 03 |           | Michel Teulet          | UMP   |                     |
| 04 |           | Françoise Touzot       | UMP   |                     |
| 05 |           | Franck Cannarozzo      | UMP   |                     |
| 06 |           | Évelyne Nicol          | UMP   |                     |
| 07 |           | Michel Duhau           | UMP   |                     |
| 08 |           | Anne-Clémence Valentin | UMP   |                     |

### Divers droite
| N° | Candidats | Candidats             | Parti | Principale fonction |
| -- | --------- | --------------------- | ----- | ------------------- |
| 01 |           | Jean-Michel Genestier | DVD   |                     |
| 02 |           |                       | DVD   |                     |
| 03 |           |                       | DVD   |                     |
| 04 |           |                       | DVD   |                     |
| 05 |           |                       | DVD   |                     |
| 06 |           |                       | DVD   |                     |
| 07 |           |                       | DVD   |                     |
| 08 |           |                       | DVD   |                     |

### Union pour la démocratie française
| N° | Candidats | Candidats               | Parti | Principale fonction                  |
| -- | --------- | ----------------------- | ----- | ------------------------------------ |
| 01 |           | Nicole Rivoire          | UDF   |                                      |
| 02 |           | Jean-Christophe Lagarde | UDF   | Député, maire de Drancy              |
| 03 |           | Jocelyne Bardin         | UDF   |                                      |
| 04 |           | Yvon Kergoat            | UDF   |                                      |
| 05 |           | Mireille Limbourg       | UDF   |                                      |
| 06 |           | Albert Kalaydjian       | UDF   |                                      |
| 07 |           | Chantal Sylvain         | UDF   |                                      |
| 08 |           | Vincent Capo-Canellas   | UDF   | Conseiller général, maire du Bourget |

## Résultats
| Tête de liste  | Tête de liste         | Liste          | Voix  | %      | Élus |
| -------------- | --------------------- | -------------- | ----- | ------ | ---- |
|                | Jacques Mahéas        | PS-Verts       | 625   | 32,84  | 2    |
|                | Jack Ralite           | PCF            | 496   | 26,06  | 2    |
|                | Philippe Dallier      | UMP            | 232   | 12,19  | 1    |
|                | Christian Demuynck    | UMP            | 226   | 11,88  | 1    |
|                | Jean-Michel Genestier | DVD            | 141   | 7,41   |      |
|                | Nicole Rivoire        | UDF            | 131   | 6,88   |      |
|                | Alain Périès          | DVG            | 24    | 1,26   |      |
|                | Jean-Michel Girard    | FN             | 16    | 0,84   |      |
|                | Michel Paulin         | MNR            | 12    | 0,63   |      |
|                |                       |                |       |        |      |
| Inscrits       | Inscrits              | Inscrits       | 1 970 | 100,00 |      |
| Abstentions    | Abstentions           | Abstentions    | 20    | 0,96   |      |
| Votants        | Votants               | Votants        | 2 054 | 99,04  |      |
| Blancs et nuls | Blancs et nuls        | Blancs et nuls | 48    | 2,31   |      |
| Exprimés       | Exprimés              | Exprimés       | 2 006 | 96,72  |      |

### Sénateurs élus
| Sénateur | Sénateur           | Parti |
| -------- | ------------------ | ----- |
|          | Jack Ralite        | PCF   |
|          | Éliane Assassi     | PCF   |
|          | Dominique Voynet   | Verts |
|          | Jacques Mahéas     | PS    |
|          | Christian Demuynck | UMP   |
|          | Philippe Dallier   | UMP   |